# Sagrada Família metróállomás
Sagrada Família egyike a Spanyolországban található barcelonai metró metróállomásainak.

## Nevezetességek az állomás közelében
| Név                     | Típus                                            | Koordináta                                               | Kép |
| ----------------------- | ------------------------------------------------ | -------------------------------------------------------- | --- |
| Gaudí                   | metróállomás föld alatti állomás szellemállomás  | é. sz. 41,404417°, k. h. 2,175465°41.404417°N 2.175465°E |     |
| Sagrada Família schools | iskolaépület                                     | é. sz. 41,40300°, k. h. 2,17421°41.403000°N 2.174210°E   |     |
| Szent Család-templom    | kisbazilika expiatory temple befejezetlen épület | é. sz. 41,40369°, k. h. 2,17433°41.403690°N 2.174330°E   |     |

## Metróvonalak
Az állomást az alábbi metróvonalak érintik:
- 10-es metróvonal
- 5-ös metróvonal
- 2-es metróvonal

## Kapcsolódó állomások
Az állomáshoz az alábbi állomások vannak a legközelebb:
- Monumental (Paral·lel, 2-es metróvonal)
- Verdaguer (Cornellà Centre, 5-ös metróvonal)
- Encants (Badalona Pompeu Fabra, 2-es metróvonal)
- Sant Pau-Dos de Maig (Vall d'Hebron, 5-ös metróvonal)

## Képgaléria

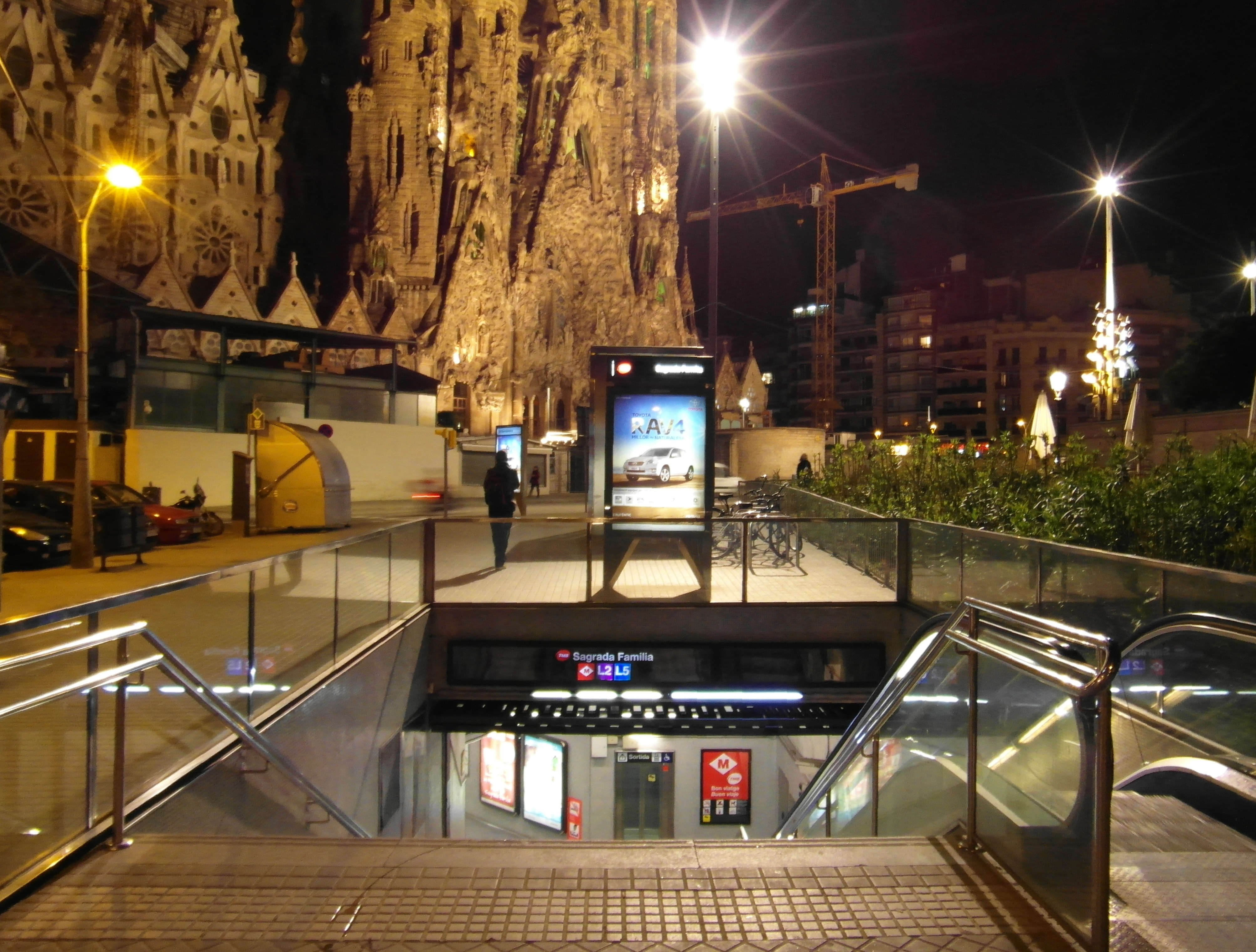
Az állomás bejárata, háttérben a névadó székesegyházzal
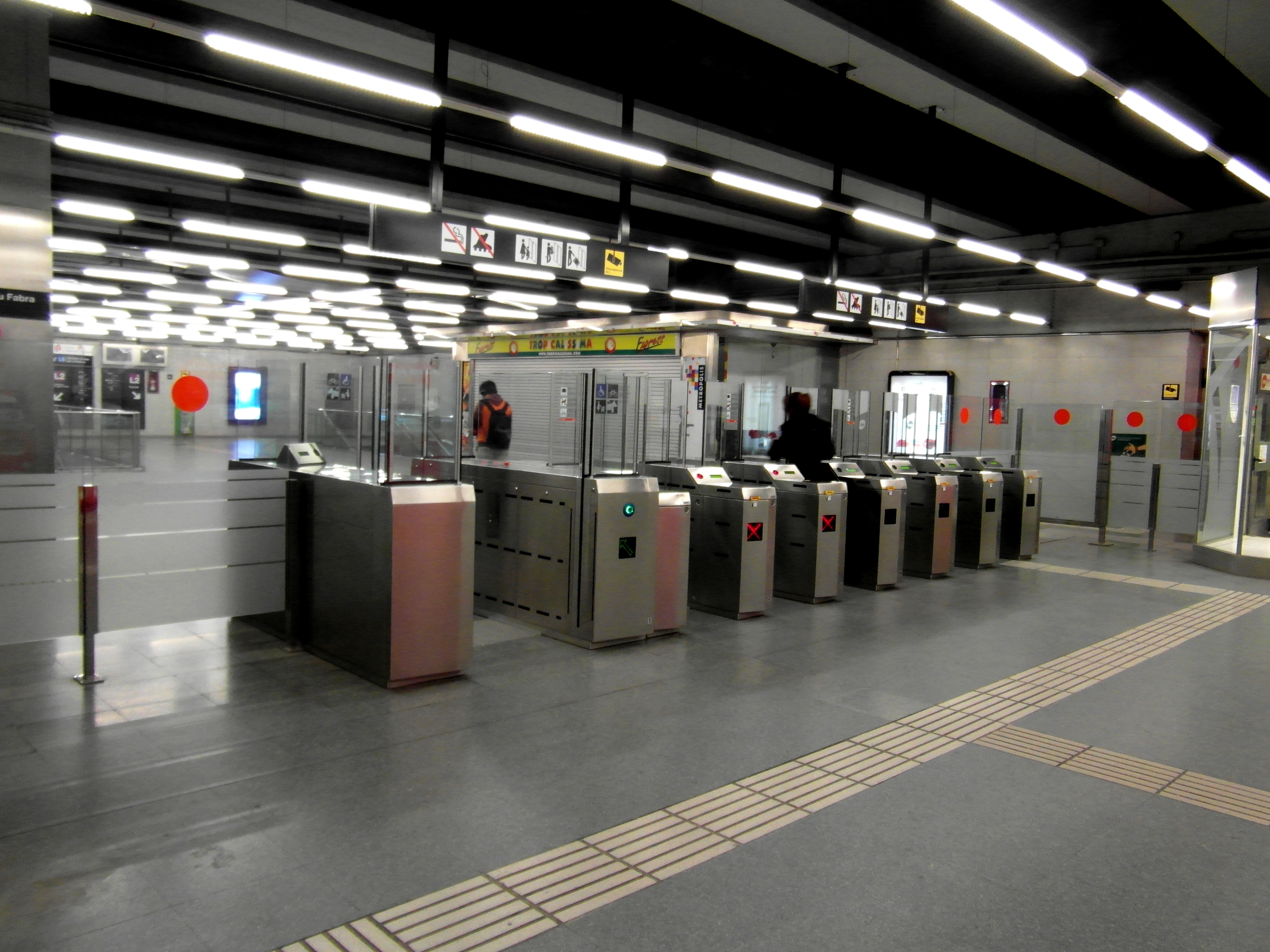
Az állomás beléptető kapui
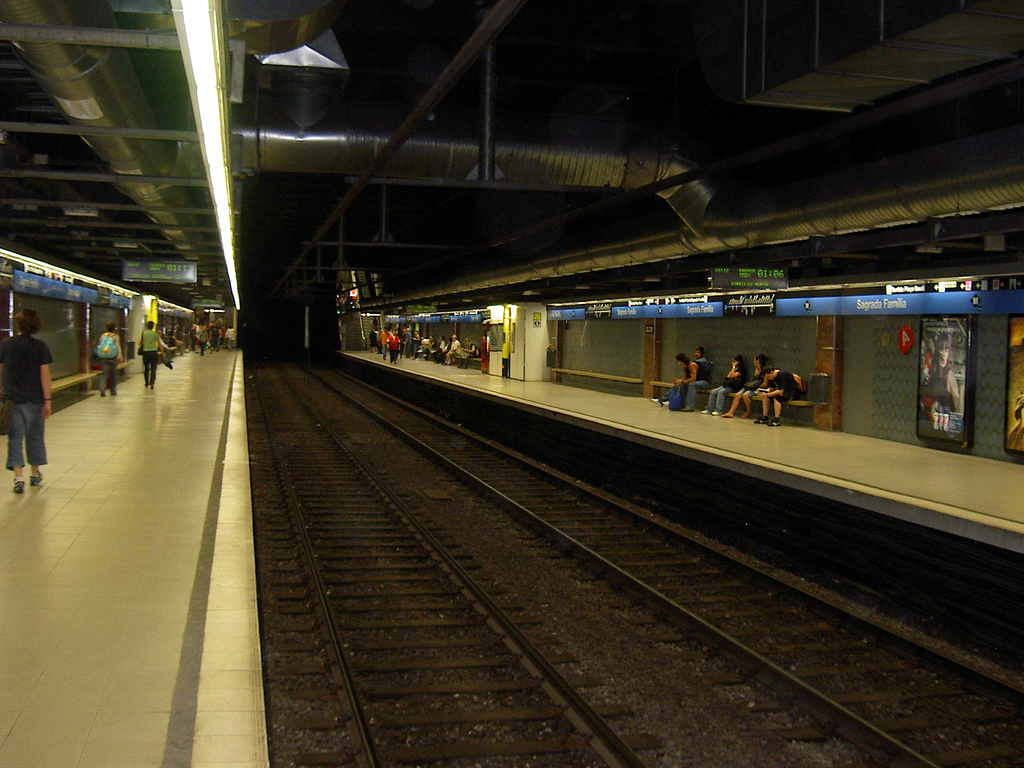
Az L5 vonal peronjai
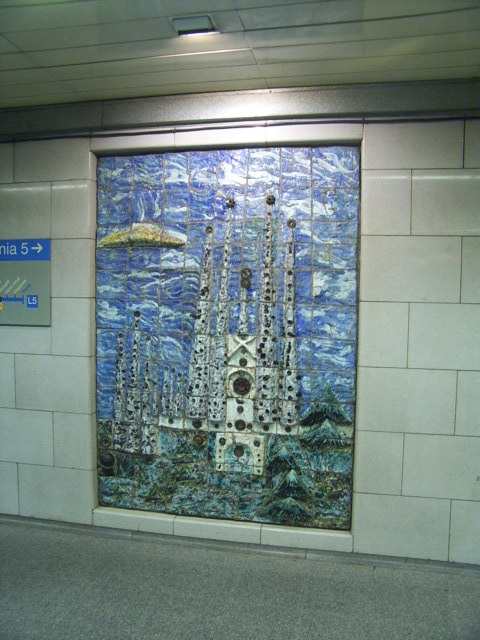
Mozaik-kép az állomás falán
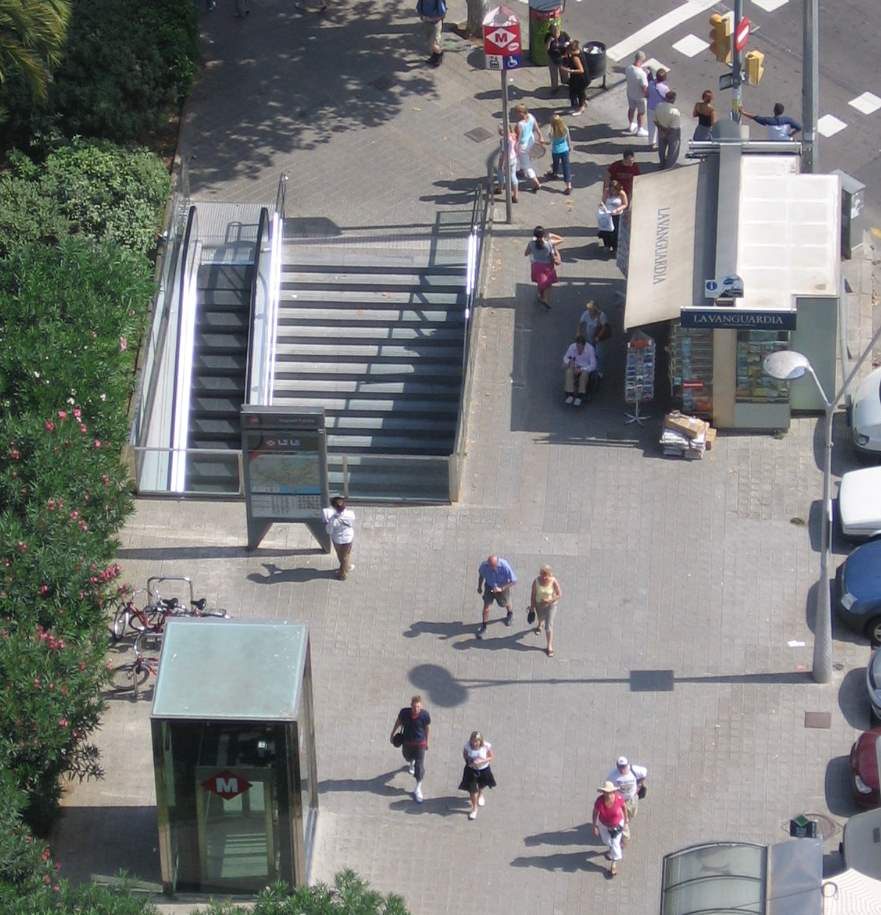
A felszíni lejárat az állomáshoz a székesegyház közelében